# Armando Segato
Armando Segato (ur. 3 maja 1930 w Vicenzy, zm. 19 lutego 1973 we Florencji) – włoski piłkarz grający na pozycji pomocnika, reprezentant kraju, trener.

## Kariera piłkarska
Armando Segato karierę piłkarską rozpoczął w juniorach FC Torino, w których grał do 1948 roku. Potem podpisał profesjonalny kontrakt z klubem Serie C – Cagliari Calcio, dla którego w latach 1948–1950 rozegrał 57 meczów ligowych, w których strzelił 9 goli. Następnie został zawodnikiem AC Prato, dla którego w latach 1950–1952 rozegrał 69 meczów ligowych, w których strzelił 13 goli.
Następnie Armando Segato podpisał kontrakt z ACF Fiorentiną, w barwach której 9 listopada 1952 roku zadebiutował w Serie A, kiedy to jego drużyna zremisowała 1:1 na wyjeździe z Triestiną Calcio i szybko stał się kluczowym zawodnikiem oraz odnosił największe sukcesy w karierze piłkarskiej: Mistrzostwo Włoch (1956), dotarcie do finał Pucharu Europy 1956/1957, w którym jego drużyna przegrała 2:0 z Realem Madryt na Estadio Santiago Bernabéu w Madrycie oraz Coppa Grasshoppers 1957. Łącznie w latach 1952–1960 we floreńskim klubie rozegrał 231 meczów ligowych, w których strzelił 16 goli.
Po wieloletniej przygodzie ACF Fiorentiną przeniósł się do Udinese Calcio, z którym w sezonie 1961/1962 zajął 18. miejsce w tabeli ligowej i spadł z tym klubem do Serie B. W sezonie 1963/1964 został grającym trenerem zespołu, a po zakończeniu sezonu w wieku 34 lat zakończył piłkarską karierę.

## Kariera reprezentacyjna
Armando Segato w reprezentacji Włoch w latach 1953–1959 rozegrał 20 meczów, w których dwukrotnie grał z opaską kapitana. Zadebiutował w niej 13 listopada 1953 roku w Kairze na stadionie Mokhtara El-Tetsh w meczu eliminacyjnym mistrzostw świata 1954 przeciwko reprezentacji Egiptu, który zakończył się zwycięstwem gości 1:2. Segato brał również udział w finałowym turnieju w Szwajcarii, na którym Segato wystąpił tylko w meczu barażowym o awans do ćwierćfinału z reprezentacją Szwajcarii na Stade Olympique de la Pontaise w Lozannie, który zakończył się zwycięstwem gospodarzy 4:1 i tym samym Squadra Azurra zakończyła udział w turnieju.
Ostatni mecz w reprezentacji Włoch Armando Segato rozegrał 1 listopada 1959 roku w Pradze w przegranym 2:1 meczu z reprezentacją Czechosłowacji w ramach Coppa Internazionale.

## Kariera trenerska
Armando Segato jeszcze w trakcie kariery piłkarskiej rozpoczął karierę trenerską. W sezonie 1963/1964 został grającym trenerem drużyny Serie B – Udinese Calcio. W 1965 roku został trenerem FC Venezia, z którym w sezonie 1965/1966 awansował do Serie A, jednak po jednym sezonie klub spadł do Serie B, a po kolejnym sezonie do Serie C, po czym odszedł z klubu, a w latach 1968–1969 był trenerem US Regginy, potem z powodu problemów zdrowotnych zmuszony był zakończyć karierę trenerską.

## Statystyki

### Klubowe
| Drużyna            | Sezon              | Liga               | Liga  | Liga   |
| Drużyna            | Sezon              | Liga               | Mecze | Bramki |
| ------------------ | ------------------ | ------------------ | ----- | ------ |
| Cagliari Calcio    | 1948/1949          | Serie C            | 27    | 4      |
| Cagliari Calcio    | 1949/1950          | Serie C            | 30    | 5      |
| Łącznie            | Łącznie            | Łącznie            | 57    | 9      |
| AC Prato           | 1950/1951          | Serie C            | 35    | 5      |
| AC Prato           | 1951/1952          | Serie C            | 34    | 8      |
| Łącznie            | Łącznie            | Łącznie            | 69    | 13     |
| ACF Fiorentina     | 1952/1953          | Serie A            | 15    | 0      |
| ACF Fiorentina     | 1953/1954          | Serie A            | 33    | 4      |
| ACF Fiorentina     | 1954/1955          | Serie A            | 32    | 5      |
| ACF Fiorentina     | 1955/1956          | Serie A            | 34    | 0      |
| ACF Fiorentina     | 1956/1957          | Serie A            | 30    | 1      |
| ACF Fiorentina     | 1957/1958          | Serie A            | 32    | 1      |
| ACF Fiorentina     | 1958/1959          | Serie A            | 29    | 5      |
| ACF Fiorentina     | 1959/1960          | Serie A            | 26    | 0      |
| Łącznie            | Łącznie            | Łącznie            | 231   | 16     |
| Udinese Calcio     | 1960/1961          | Serie A            | 26    | 2      |
| Udinese Calcio     | 1961/1962          | Serie A            | 29    | 2      |
| Udinese Calcio     | 1962/1963          | Serie B            | 27    | 2      |
| Udinese Calcio     | 1963/1964          | Serie B            | 3     | 0      |
| Łącznie            | Łącznie            | Łącznie            | 85    | 6      |
| Łącznie w karierze | Łącznie w karierze | Łącznie w karierze | 442   | 44     |

### Reprezentacyjne
| Reprezentacja | Rok     | Mecze | Gole |
| ------------- | ------- | ----- | ---- |
| Włochy        |         |       |      |
| 1953          | 2       | 0     |      |
| 1954          | 2       | 0     |      |
| 1955          | 2       | 0     |      |
| 1956          | 6       | 0     |      |
| 1957          | 4       | 0     |      |
| 1958          | 2       | 0     |      |
| 1959          | 2       | 0     |      |
| Łącznie       | Łącznie | 20    | 0    |

| Mecze w reprezentacji | Mecze w reprezentacji | Mecze w reprezentacji | Mecze w reprezentacji | Mecze w reprezentacji | Mecze w reprezentacji | Mecze w reprezentacji |
| Lp.                   | Data                  | Miasto                | Przeciwnik            | Wynik                 | Rozgrywki             | Uwaga                 |
| --------------------- | --------------------- | --------------------- | --------------------- | --------------------- | --------------------- | --------------------- |
| 1.                    | 13.11.1953            | Kair                  | Egipt                 | 2:1                   | El. Mundialu 1954     |                       |
| 2.                    | 13.12.1953            | Genua                 | Czechosłowacja        | 3:0                   | Coppa Internazionale  |                       |
| 3.                    | 24.01.1954            | Mediolan              | Egipt                 | 3:0                   | El. Mundialu 1954     |                       |
| 4.                    | 23.06.1954            | Bazylea               | Szwajcaria            | 1:4                   | Mundial 1954          |                       |
| 5.                    | 27.11.1955            | Budapeszt             | Węgry                 | 0:2                   | Coppa Internazionale  |                       |
| 6.                    | 18.12.1955            | Rzym                  | RFN                   | 2:1                   | Mecz towarzyski       |                       |
| 7.                    | 15.02.1956            | Bolonia               | Francja               | 2:0                   | Mecz towarzyski       |                       |
| 8.                    | 25.04.1956            | Mediolan              | Brazylia              | 3:0                   | Mecz towarzyski       |                       |
| 9.                    | 24.06.1956            | Buenos Aires          | Argentyna             | 0:1                   | Mecz towarzyski       |                       |
| 10.                   | 01.07.1956            | Rio de Janeiro        | Brazylia              | 0:2                   | Mecz towarzyski       |                       |
| 11.                   | 11.11.1956            | Berno                 | Szwajcaria            | 1:1                   | Coppa Internazionale  |                       |
| 12.                   | 09.12.1956            | Genua                 | Austria               | 2:1                   | Coppa Internazionale  |                       |
| 13.                   | 25.04.1957            | Rzym                  | Irlandia Północna     | 1:0                   | El. Mundialu 1958     |                       |
| 14.                   | 12.05.1957            | Zagrzeb               | Jugosławia            | 1:6                   | Coppa Internazionale  |                       |
| 15.                   | 04.12.1957            | Belfast               | Irlandia Północna     | 2:2                   | Mecz towarzyski       |                       |
| 16.                   | 22.12.1957            | Mediolan              | Portugalia            | 3:0                   | El. Mundialu 1958     |                       |
| 17.                   | 15.01.1958            | Belfast               | Irlandia Północna     | 1:2                   | El. Mundialu 1958     |                       |
| 18.                   | 09.11.1958            | Colombes              | Francja               | 2:2                   | Mecz towarzyski       |                       |
| 19.                   | 06.05.1959            | Londyn                | Anglia                | 2:2                   | Mecz towarzyski       |                       |
| 20.                   | 01.11.1959            | Praga                 | Czechosłowacja        | 1:2                   | Coppa Internazionale  |                       |

### Trenerskie
| Drużyna            | Sezon              | Liga               | Wyniki w Lidze | Wyniki w Lidze | Wyniki w Lidze | Wyniki w Lidze | Wyniki w Lidze | Wyniki w Pucharze | Wyniki w Pucharze | Wyniki w Pucharze | Wyniki w Pucharze | Wyniki w Pucharze | Wyniki w Europejskich pucharach | Wyniki w Europejskich pucharach | Wyniki w Europejskich pucharach | Wyniki w Europejskich pucharach | Wyniki w Europejskich pucharach | Łącznie | Łącznie | Łącznie | Łącznie | Łącznie |
| Drużyna            | Sezon              | Liga               | M              | Z              | R              | P              | % Zwyc.        | M                 | Z                 | R                 | P                 | % Zwyc.           | M                               | Z                               | R                               | P                               | % Zwyc.                         | M       | Z       | R       | P       | % Zwyc. |
| ------------------ | ------------------ | ------------------ | -------------- | -------------- | -------------- | -------------- | -------------- | ----------------- | ----------------- | ----------------- | ----------------- | ----------------- | ------------------------------- | ------------------------------- | ------------------------------- | ------------------------------- | ------------------------------- | ------- | ------- | ------- | ------- | ------- |
| Udinese Calcio     | 1963/1964          | Serie B            | 34             | 8              | 10             | 16             | 23,53          | 0                 | 0                 | 0                 | 0                 | 0                 | 0                               | 0                               | 0                               | 0                               | 0                               | 34      | 8       | 10      | 16      | 23,53   |
| Udinese Calcio     | Łącznie            | Łącznie            | 34             | 8              | 10             | 16             | 23,53          | 0                 | 0                 | 0                 | 0                 | 0                 | 0                               | 0                               | 0                               | 0                               | 0                               | 34      | 8       | 10      | 16      | 23,53   |
| FC Venezia         | 1965/1966          | Serie B            | 38             | 18             | 13             | 7              | 47,37          | 2                 | 1                 | 0                 | 1                 | 50,00             | 0                               | 0                               | 0                               | 0                               | 0                               | 40      | 19      | 13      | 8       | 47,50   |
| FC Venezia         | 1966/1967          | Serie A            | 34             | 4              | 9              | 21             | 11,76          | 1                 | 0                 | 0                 | 1                 | 0                 | 0                               | 0                               | 0                               | 0                               | 0                               | 35      | 4       | 9       | 22      | 11,43   |
| FC Venezia         | 1967/1968          | Serie B            | 25+7           | 8+2            | 8+1            | 9+4            | 31,25          | 2                 | 1                 | 0                 | 1                 | 50                | 0                               | 0                               | 0                               | 0                               | 0                               | 34      | 11      | 9       | 14      | 32,25   |
| FC Venezia         | Łącznie            | Łącznie            | 97+7           | 30+2           | 30+1           | 37+4           | 30,77          | 5                 | 2                 | 0                 | 3                 | 40                | 0                               | 0                               | 0                               | 0                               | 0                               | 109     | 34      | 31      | 44      | 31,19   |
| US Reggina         | 1968/1969          | Serie B            | 38             | 13             | 18             | 7              | 34,21          | 3                 | 2                 | 1                 | 0                 | 66,67             | 0                               | 0                               | 0                               | 0                               | 0                               | 41      | 15      | 19      | 7       | 36,59   |
| US Reggina         | Łącznie            | Łącznie            | 38             | 13             | 18             | 7              | 34,21          | 3                 | 2                 | 1                 | 0                 | 66,67             | 0                               | 0                               | 0                               | 0                               | 0                               | 41      | 15      | 19      | 7       | 36,59   |
| Łącznie w karierze | Łącznie w karierze | Łącznie w karierze | 169+7          | 51+2           | 58+1           | 60+4           | 30,11          | 8                 | 4                 | 1                 | 3                 | 50                | 0                               | 0                               | 0                               | 0                               | 0                               | 184     | 57      | 60      | 67      | 30,98   |

## Sukcesy

### Zawodnicze
ACF Fiorentina
- Mistrzostwo Włoch: 1956
- Finał Pucharu Europy: 1957
- Coppa Grasshoppers: 1957

### Trenerskie
FC Venezia
- Awans do Serie A: 1966

## Choroba i śmierć
Armando Segato w 1968 roku podczas jednego z meczów treningowych FC Venezia doznał złamania kości piszczelowej i strzałkowej. Po przeprowadzonej operacji wydawało się, że się ona powiodła, jednak po usunięciu plastra okazało się, że napięcie mięśniowe nie reformuje się. Kolejna diagnoza wykazała, że Segato cierpi na chorobę układu nerwowego ALS, jednak mimo postępującej choroby kontynuuje pracę trenerską i przenosi się do US Regginy.
Armando Segato zmarł 19 lutego 1973 roku we Florencji w wieku 42 lat. Po śmierci Segato turyński prokurator – Raffaele Guariniello wszczął dochodzenie w sprawie stosowania substancji dopingujących w wapniu i jej rzekomego związku z rozwojem choroby.